# Ардашир Папакан
Ардаши́р Папака́н (Ардашир I) — царь царей (шахиншах) Ирана, правил приблизительно в 224/225 — 240/241 годах. Из династии Сасанидов.
Имя «Ардашир» (пехл. ʾrthštr, = парф. ʾrthštr, произносится как Арташир, позже Ардашир) происходит от др.-перс. Artaxšaϑra («имеющий праведное царство», от arta- — «истина, справедливость, порядок, закон» и xšaϑra- — «царство») — более привычному нам в его греческой передаче — «Артаксеркс».

## Происхождение и приход к власти
Появление на сцене истории Сасанидов документировано лучше, чем последующая история, и всё же о происхождении Ардашира существуют противоречивые версии. Местная, персидская, традиция, как она представлена в нескольких источниках — в среднеперсидской книге под названием «Карнамак» («Книга деяний Ардашира, сына Папака»), в относящейся к XI веку поэме Фирдоуси «Шахнаме» («Книга царей»), в грубой адаптации интересующей нас истории у Агафия Миринейского — называют супругом дочери Папака, матери Ардашира, и реальным отцом последнего Сасана, по имени которого и была названа вся династия.

### Книга деяний Ардашира Папакана
Однажды Папак, властитель Парса, увидел во сне своего пастуха по имени Сасан — из-за его головы взошло солнце и осветило весь мир. На другую ночь Папаку приснилось, будто Сасан восседает на белом слоне, а окружающие восхваляют его и поклоняются ему. В третий раз он увидел, как в доме Сасана загораются три главных зороастрийских огня — Фарробай, Гушнасп и Бурзен-Михр и освещают весь мир. Придворные толкователи снов сказали Папаку, что тот, кого он видел, станет царём либо царствовать будут его сыновья. Вельможа призвал к себе юношу, и тот открыл тайну своего происхождения: в его жилах течёт кровь Ахеменидов, древних царей Ирана. Когда Александр Румиец (то есть Македонский) завоевал Иран, предки Сасана скрылись от преследования среди простонародья. Обрадованный Папак выдал за Сасана дочь. От этого брака и появился на свет мальчик, которого назвали Ардаширом (Арташиром).

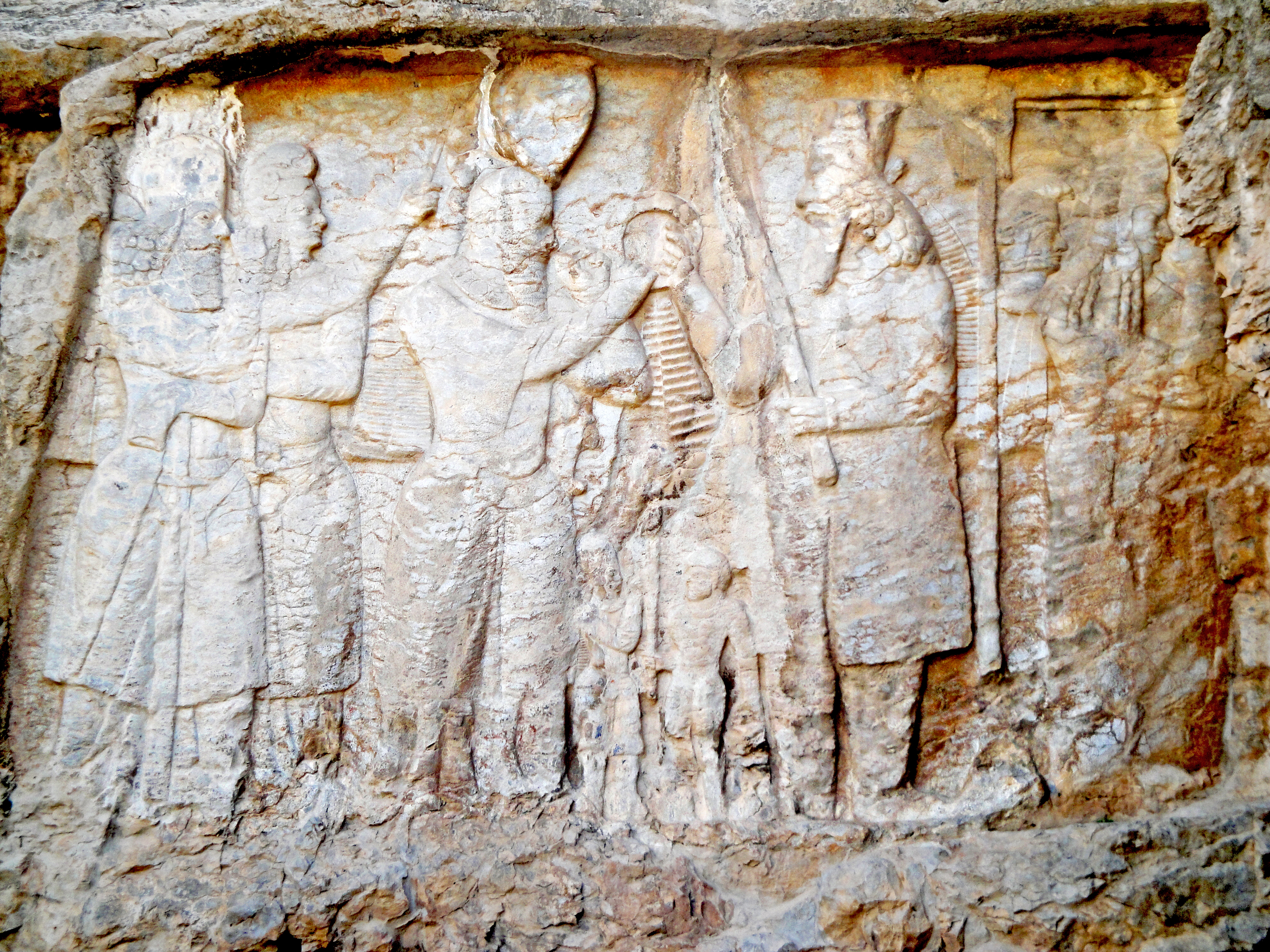
Инвеститурный рельеф Ардашира Папакана в Накше-Раджаб (5 x 3 м). Сцена показывает как верховный бог Ахурамазда (или, как его тогда называли, Ормузд) вручает Ардаширу кольцо, называемое цидарис, и являющееся символом власти. В другой руке Ахурамазда держит барсом, связку священных веток. Нижняя часть этого рельефа не полностью закончена.
Сопровождающие фигуры: слева наследный царевич Шапур, делающий жест восхищения и паж (или евнух, так как изображён без бороды) с опахалом. Последнего человека можно увидеть на всех рельефах Ардашира (например, Накше-Рустам) и, должно быть, он был важным чиновником. Женские фигуры справа, кажется, уходят от центральной сцены. Вероятно, это супруги Ардашира и Шапура; в центре две маленькие фигуры, идентифицированные как внуки Ардашира. Рядом с этим рельефом была надпись, которая гласит: «Зороастрийская вера вымерла, но Я, царь царей, восстановил её». Этот рельеф своими тяжёлыми, более чем в натуральную величину формами предвещает специфически сасанидский стиль наскальной резьбы, но остаётся тесным со свойственной ему провинциальной неуклюжестью.
В правление царя Бахрама II (276—293) слева был добавлен небольшой рельеф. На нём изображен зороастрийский первосвященник Картир, который делает жест восхищения и верности царю Ардаширу. Этот человек сделал зороастризм государственной религией и организовал гонения на приверженцев других вер, вроде манихейства. В надписи первосвященник перечисляет свои заслуги перед Сасанидским государством

Так начинается рассказ о происхождении династии Сасанидов в «Книге деяний Ардашира Папакана». Этот исторический роман вполне следует официальной сасанидской историографии, описывая события конца II — начала III века, когда Парс был одной из провинций Парфянского государства, где правил царь Артабан V.
Итак, Ардашир подрос, и дед отправил его ко двору парфянского царя Артабана. Со временем юноша во всём стал превосходить сверстников, и все восхищались им. Но ссора с наследником престола привела к опале Ардашира: царь отослал его на конюшню, повелев находиться там безотлучно.
У Артабана была одна служанка, которую царь ценил и уважал больше других. Услышав пение Ардашира, она влюбилась в юношу и стала приходить к нему по ночам. Однажды она подслушала и передала Ардаширу, как гадатели объявили царю, что созвездия предсказывают скорое появление нового повелителя, «который убьёт многих мелких властителей и опять приведёт мир к единодержавному правлению», а слуга, который в ближайшие три дня убежит от господина, достигнет величия и господства. Ардашир решил воспользоваться шансом: он предложил девушке побег, и та согласилась.

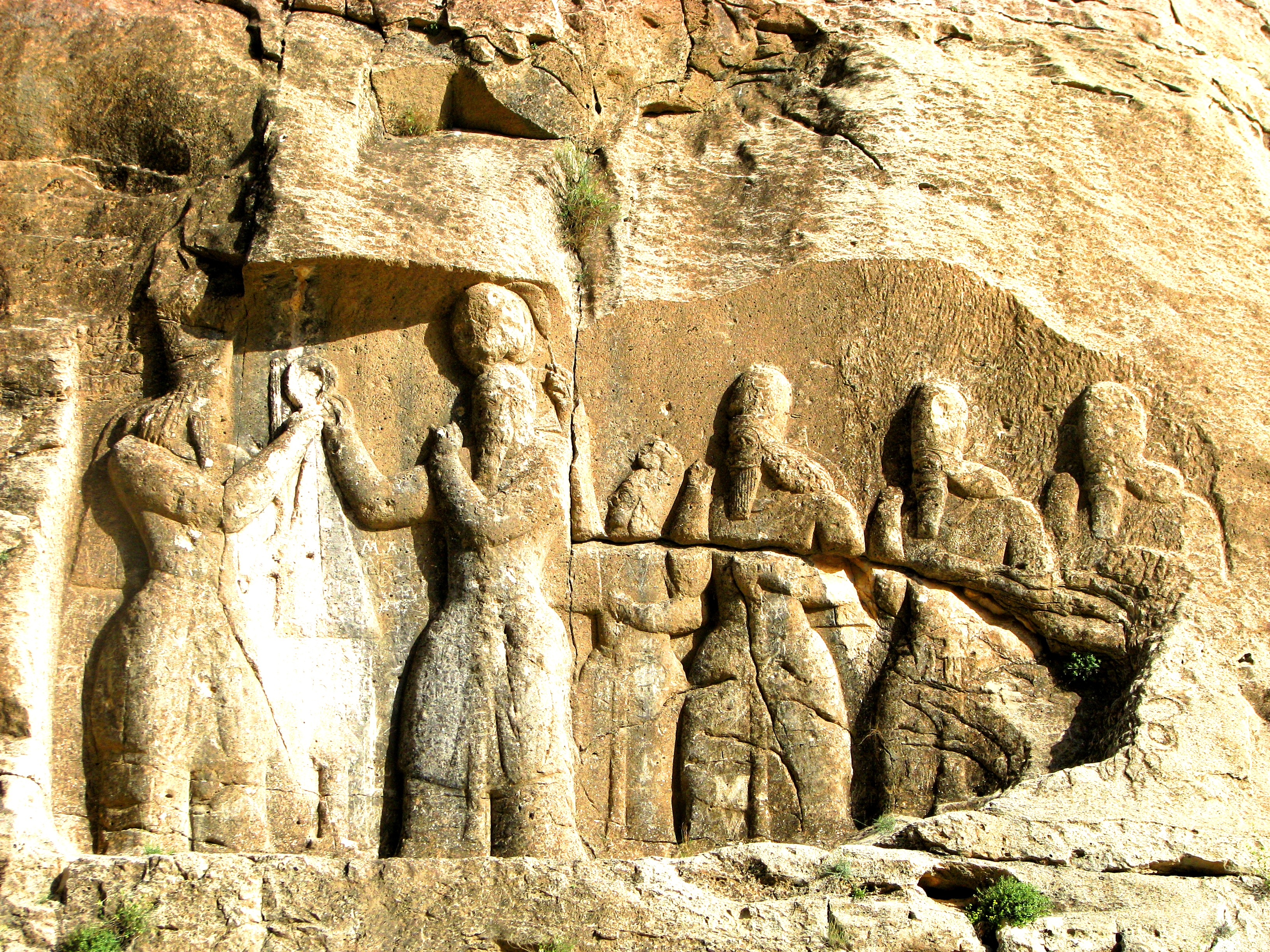
Рельеф в Фирузабаде (7 x 3,7 м). Ахурамазда (Ормазд) вручает стоящему перед ним Ардаширу кольцо власти над алтарём огня. Позади Ардашира стоят паж с опахалом, наследный царевич Шапур и ещё две фигуры, возможно, другие царевичи. Фигуры расположены в профиль, так же, как на рельефе царя Парфии Митридата II в Бисотуне. Рельеф, однако, демонстрирует радикальный отход от парфянской и возврат к ахеменидской традиции.

Заговорщики убежали в ту же ночь, предварительно обобрав хозяина — увели двух коней, а также прихватили из сокровищницы символы царской власти (пояс и корону), много золота и драгоценных камней — они считали, что это по праву принадлежит Ардаширу, законному наследнику древних царей Ирана.
Узнав об этом, Артабан весьма огорчился и спросил главного звездочёта, как можно схватить беглецов. «Ясно, —ответил тот, — что Ардашир бежал и лицо его обращено в сторону Парса, и если (его) нельзя будет схватить в три дня, то позже схватить его (будет) невозможно». Артабан сразу снарядил войско из 4000 (человек) и направился в Парс за Ардаширом. Когда наступил полдень, он прибыл в место, через которое проходила дорога в Парс, и спросил: «В какое время здесь прошли те два всадника, которые направлялись в эту сторону?» Люди сказали: «Рано утром с (первым) лучом солнца они прошли, как праведный ветер, а за ними бежал очень сильный баран, лучше которого не может быть. Мы знаем, что к этому времени он уже прошёл расстояние во много парасангов, и вы не сможете его схватить». Ардабан не мешкая поспешил дальше.
Когда он прибыл в другое место, он спросил у людей: «Когда прошли эти два всадника?» Они сказали: «В полдень они проходили, как праведный ветер, а рядом с ними бежал баран». Ардабан удивился и сказал: «Подумай! Двух всадников мы знаем, но что же должен означать этот баран?» И он спросил дастура. Дастур сказал: «Это царский фарр, который его (=Ардашира) ещё не настиг. Мы должны поторопить коней: возможно, мы сумеем схватить его прежде, чем он (=фарр) его настигнет».
Ардабан с всадниками поспешили. На второй день они прошли 70 парасангов, и навстречу им вышли люди некоего каравана. Ардабан спросил у них: «В каком месте (вам) встретились те два всадника?» Они сказали: «Между вами и ими расстояние в 21 парасанг. Нам показалось, что с одним из тех всадников на коне сидел очень большой и сильный баран».
Ардабан спросил дастура: «Что означает тот баран, который с ними на коне?» Дастур сказал: «Будьте бессмертны! Фарр кеянидов настиг Ардашира, и никак нельзя (его) схватить. Поэтому не утруждайте себя и всадников, не мучайте и не губите коней, а поищите другое средство против Ардашира». Когда Ардабан это услышал, он повернул и воротился в место своего постоянного пребывания.
Царь выслал против Ардашира войско, но беглеца поддержали обиженные парфянами местные правители в Парсе, и силы оказались примерно равными. С их помощью (и при поддержке фарра кейянидов) Ардашир разбил Артавана и других своих врагов и воцарился в Ираншахре. Ардашир взял в жены дочь Ардабана, вернулся в Парс и основал город, который называют Ардашир-хваррэ («Фарр Ардашира», современный Фирузабад).

### Другие источники

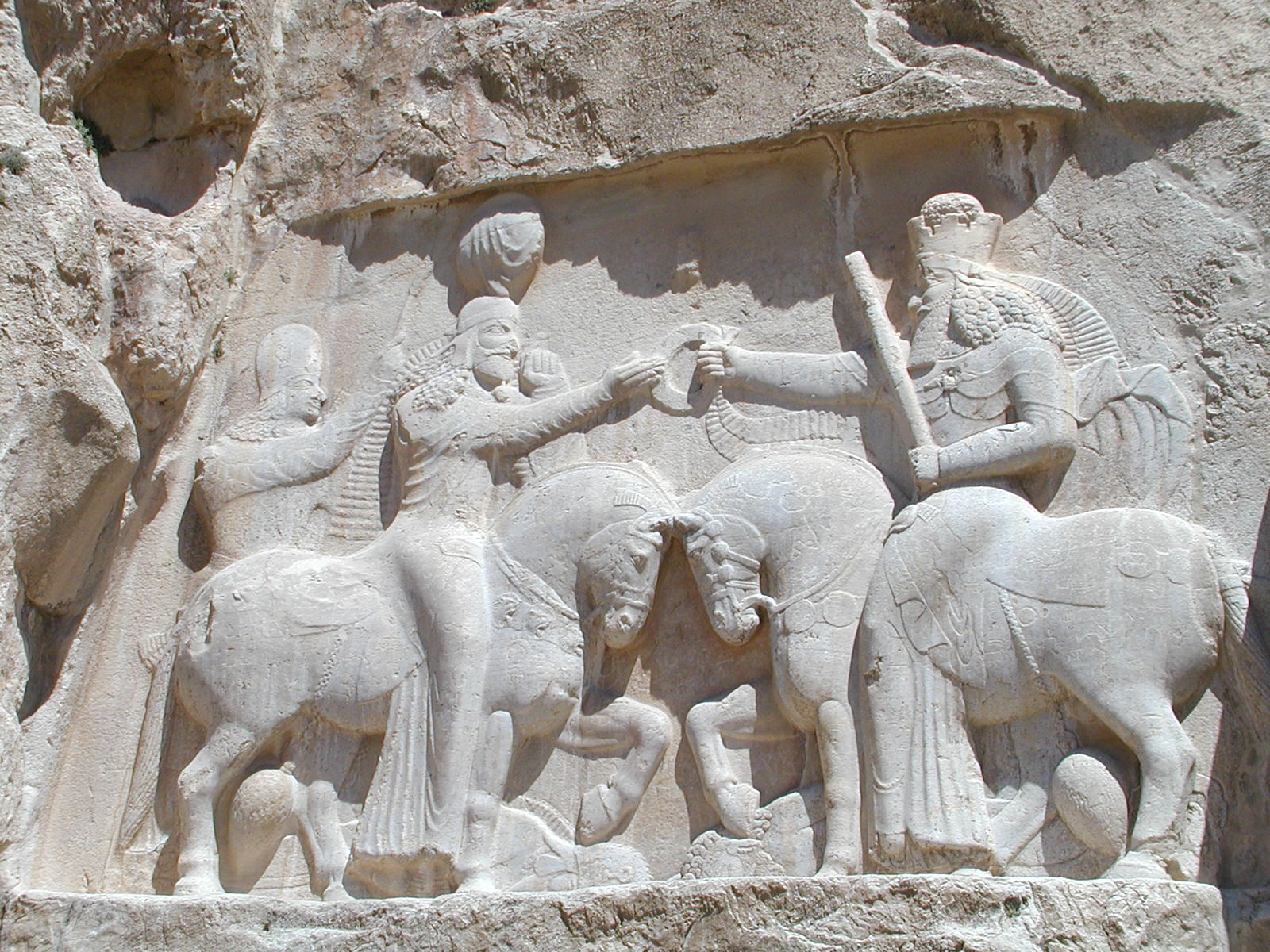
Барельеф с изображением Ардашира в некрополе Накше-Рустам (ширина 6,3 м; высота 4,2 м): на нём изображен Ахурамазда (Ормазд), вручающий кольцо власти Ардаширу. Обе фигуры конные. Под копытами коня Ардашира (слева) лежит побежденный парфянский царь Артабан V, а под копытами коня Ахурамазды (справа) лежит фигура, символизирующая Аримана. Позади Ардашира стоит паж, держащий опахало. Идентификация рельефа не вызывает сомнения благодаря двум надписям на среднеперсидском, парфянском и греческом языках: на груди коня Ормазда — «Это изображение бога Ормазда», а на груди коня Ардашира соответствующая идентификация Ардашира

Рассказ об «Ардашире Бабекане», в основных чертах совпадающий с этим, приводится в «Шахнаме» Фирдоуси.
Тональность христианских авторов совсем иная. В книге армянского историка Мовсеса Хоренаци (Моисея Хоренского), не верившего, как и подобает христианину, языческим сказаниям, кратко сообщается другая, но сходная с изложенной в «Книге деяний» канва фантастических приключений Арташира:

«Неуместным было бы нам вторить здесь легендам о сновидении Папака и о том, как из Сасана вырывалось вьющееся пламя, об окружении стада, лунном свете, предсказаниях звездочетов, то есть кудесников, и о том, что за всем этим следует, а также о распутном замысле Арташира, связанном с убийствами, о нелепых умствованиях дочери мага относительно козла и обо всём прочем. Также и о том, как коза вскармливала младенца под сенью (крыльев) орла и прорицании ворона, об охране великолепного льва при прислужничестве волка, о доблести в единоборстве и обо всём, что только может породить иносказательный строй (мыслей)».
Версия византийского историка Агафия Миринейского, явно имевшего целью опорочить враждебную династию, представляет происхождение Ардашира как неблагородное, незаконное и даже позорное:

«Говорят, что мать Артаксара вышла замуж за некоего Пабека, совершенно незнатного человека, сапожника по профессии, но хорошо изучившего движение звезд, который легко мог предугадывать будущее. Некий военный человек по имени Сасан, случайно совершая путь по стране Кадусеев, пользовался гостеприимством у Пабека и находился в его жилище. Тот же каким-то образом (думаю, как предсказатель) предугадал, что потомство гостя будет знаменитейшим и известнейшим и достигнет великого счастья. Он печалился и скорбел, что у него нет ни дочери, ни сестры, никакой другой женщины, близкой родственницы, и наконец уступил ему своё ложе и свёл его со своей женой, необычайно смело пренебрегая стыдом, променяв бесчестье и позор на предстоящий в будущем жребий. Так родился Артаксар и был воспитан Пабеком. Когда же, став юношей, он весьма храбро захватил царскую власть, тотчас возник спор и жестокая ссора между Сасаном и Пабеком. Каждая сторона хотела назвать его своим сыном. С трудом оба согласились на том, чтобы он действительно назывался сыном Пабека, но рождённым от семени Сасана».
Историки не сомневаются, что Сасан, Папак и Ардашир — исторические личности; их имена упоминаются в трёхъязычной (на греческом, парфянском и среднеперсидском) надписи Шапура I, сына и преемника Ардашира, находящейся на древней каменной постройке в форме башни в Накше-Рустам, которая ныне называется «Каабой Зороастра». При этом Сасан (его родство с Папаком не обозначено) именуется там титулом «господин», тогда как Папак назван «шахом» (царём), а Ардашир и его сын носят титул «шахиншаха» («царь царей»). Отличие между этими двумя последними правителями состоит лишь в том, что Ардашир назван шахиншахом Ирана, тогда как Шарур владел «Ираном и не-Ираном». Это указывает на последовательное укрепление власти и подвластных территорий от одного правителя к другому, но Сасан упомянут отдельно, причём не в качестве отца Папака. Шапур I в этой надписи назван сыном Ардашира и внуком (или правнуком) Папака, последнее подразумевает, что Ардашир мог быть как сыном Папака, так и сыном дочери Папака. Папак назван царём и в надписи на груди коня Шапура I на одном из рельефов в Накше-Раджабе.
Лишь в «Истории пророков и царей» исламского историка и богослова ат-Табари, а также в более поздних арабских источниках, которые копируют историю ат-Табари, мы обнаруживаем упоминание Сасана как отца Папака. Обычно предполагается, что Сасан был эпонимным предком династии, но тогда мы должны как-то объяснить необычный рассказ о том, что он был женат на дочери Папака и являлся отцом Ардашира. Как представляется[стиль], не существовало никакого пропагандистского основания для изобретения этого рассказа, и само его появление, несомненно[стиль], представляет собой загадку. Одно из возможных решений, впрочем, состоит в том, что настоящим отцом Ардашира был и в самом деле Сасан, но он умер, когда тот был ещё ребёнком, поэтому Папак усыновил Ардашира и стал для него легальным, а не натуральным отцом. Другой источник, представляющий собой текст на среднеперсидском языке под названием «Бундахишн», утверждает, что Сасан был тестем Папака, что, возможно, больше соответствует информации об этих взаимоотношениях в надписи Шапура. В данном эпиграфическом свидетельстве матерью Ардашира названа Рудак, а матерью Шапура — Мирдут, тогда как Динак, «шахиня шахинь», предстаёт дочерью Папака, а значит сестрой Ардашира и, возможно, его супругой — в соответствии с зороастрийской практикой близкородственных браков. Как бы то ни было, существует проблема происхождения Ардашира и его отношения к Сасану; открытым остаётся и вопрос, был ли Ардашир кровным сыном Папака или только усыновлённым.
Хроника событий, пересказанная ат-Табари в его «Истории пророков и царей», в основном и легла в современную реконструкцию событий того времени.

### Современная версия событий
Вообще же исторические источники для этой эпохи крайне скудны. В те времена в Парфянском государстве шла интенсивная борьба за власть. В 206 или 208 году умер царь царей Вологез V, которого сменил его сын Вологез VI. Спустя пять лет восстал его брат Артабан V, и страна фактически разделилась. Можно лишь строить предположения по поводу отношений между Артабаном и Вологезом, каждый из которых чеканил монеты, служащие единственным указателем на раздел власти и полномочий между этими двумя парфянскими правителями. Исходя из мест обнаружения монет, можно сделать вывод, что Вологез господствовал на части Месопотамии, тогда как Артабан правил в Мидии и северном Иране. В 217 году в пределы страны вторглись легионы римского императора Каракаллы, война продлилась целый год и истощила ресурсы Парфии до предела. Так что слабость Парфянского государства, как и внутренняя борьба, дала возможность Сасанидам хорошо подготовиться к столкновению с парфянами за контроль над всем Ираном.

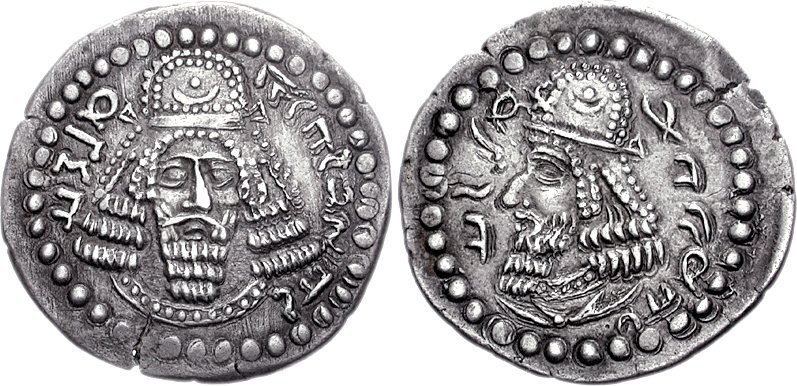
Драхма (3,93 г) Ардашира I первоначальной чеканки как царя Персиды. Около 205/6-223/4 годов. Монетный двор А (Истахр)
Аверс: Голова Ардашира обращена лицом вперёд, в диадеме и тиаре в парфянском стиле, с шариком в полумесяце на головном уборе, легенда на пехлеви: «Божественный Ардашир, царь».
Реверс: Голова Папака обращена лицом влево, в диадеме и тиаре в парфянском стиле, с шариком в полумесяце на головном уборе, легенда на пехлеви: «сын божества Папак, царь»

Персида (по-гречески), или Парс (по-ирански), — область на юго-западе Иранского плоскогорья, — ранее была центром мировой державы Ахеменидов. Однако уже в то время значение её было почти исключительно политическим. Экономическими и культурными центрами Ахеменидского государства были более западные области: Элам, Западная Мидия и Месопотамия. После завоевания Александра Македонского и политическое значения Парса было сведено на нет. Но всё это время — от разгрома Александром Македонским Ахеменидской державы до падения Парфянского царства — Парс жил своей самостоятельной жизнью. До нас дошли монеты, чеканившиеся правителями Парса. Первая серия монет относится ещё к селевкидскому времени, последняя — I веку до н. э. — II веку н. э. Имена правителей указывают на их связь с ахеменидской традицией.
В начале III века в Парсе существовало несколько мелких княжеств. Каждый из князьков, власть которого не простиралась далее пределов одного города и его окрестностей, важно титуловал себя царём. Главное княжество Парса с центром в Стахре, расположенном у озера Нейриз, вблизи от развалин ахеменидской столицы Персеполя, находилось в руках Гочихра из династии Базранги. Базрангиды утвердились в Стахре, вероятно, в начале II века. В 50 км к юго-западу от Стахра находился Дар-и Спет — Белый Дворец — резиденция Гочихра, в которой, согласно хронике ат-Табари, Гочихру был представлен семилетний Ардашир, будущий основатель династии Сасанидов.
Новое объединение Ирана начинается из Парса. Знатный род Сасанидов, ведущий своё происхождение от легендарного Бахмана, которого иранская традиция связывает с Ахеменидами, выступает как собиратель земель Парса. Предание говорит, что Сасан, дед Ардашира, — жрец храма Анахиты в Стахре — был женат на царевне из династии Базрангидов. Его сын Папак вначале также был верховным жрецом Анахиты, унаследовав эту должность от своего отца, но около 208 года он стал царьком небольшого района недалеко от Стахра. Сын Папака, Ардашир, согласно преданию, воспитывался по совету Гочихра правителем (аркапатом или аргбедом) крепости Дарабгирд и после смерти своего опекуна (тот был евнухом и не мог иметь потомство) стал его преемником. Будучи аргбедом Дарабгирда, Ардашир всемерно поддерживает честолюбивые планы своего отца. Постепенно Ардашир начинает расширять свои владения за счёт соседних княжеств, а затем, почувствовав себя достаточно сильным, в союзе с Папаком свергает и убивает могущественнейшего из князей Парса — Гочихра (около 212 года). Папак просит у верховного владыки — парфянского царя Артабана V — разрешения посадить на место Гочихра своего старшего сына Шапура. Артабан отказывает, тем не менее Шапур становится правителем Стахра (известны его монеты). Но он правит недолго. По преданию, он погибает в результате обвала здания и царьком становится его брат Ардашир.

## Разгром Парфянского царства
Утвердившись в Стахре, Ардашир некоторое время вёл войну с династами Парса, при чём подавил заговор своих братьев и других своих близких людей, убив многих из них, а также мятеж жителей города Дарабгирда. Закрепившись в Парсе, Арташир покоряет княжества в Кермане и Джее (Габы, совр. Исфахан), завоёвывая и привлекая на свою сторону их правителей — парфянских наместников и царьков. Неясно, в каких точно отношениях были тогда Ардашир и парфянские цари Вологез VI и Артабан V, известно лишь, что Артабан V прав Ардашира на трон Парса не признавал. Ат-Табари сохранил переписку двух царей. Артабан писал Ардаширу: «Ты перешёл свой предел и навлёк на себя рок, курд (здесь в смысле кочевник), рождённый в кочевье курдов. Кто тебе позволил возлагать на себя корону, захватывать земли, подчинять их царей и жителей, кто приказал тебе возводить город (то есть Ардашир-хваррэ)?» Кроме того, Артабан известил Ардашира, что приказал царю Ахваза (Хузестане) привести его в цепях. На что Ардашир отвечал: «Бог даровал мне мою корону, сделал царём стран, которые я захватил, и помог против правителей и царей, которых я убил. … я рассчитываю покорить тебя и посвятить твою голову вместе со всеми владениями храму огня, который я построил в Ардашир-хваррэ». Вскоре Ардашир получил письмо от Абарсама, которого оставил в Ардашир-хваррэ. Тот сообщал, что в самом деле появлялся царь Ахваза, но уже разбит и отступил.
После чего Ардашир вторгается в Хузестан (древняя Сузиана), одну из важнейших областей Западного Ирана, непосредственно примыкающую к Месопотамии. Разбив парфянского правителя Хузестана, Ардашир начинает продвигаться на север, что создаёт уже непосредственную угрозу центральному парфянскому правительству. Объединённая армия Ардашира и переметнувшихся на его сторону вассалов Парфии осадили Селевкию-на-Тигре, резиденцию Вологеза VI. В 223 году город пал, а сам царь то ли погиб, то ли бежал. Однако, поскольку в восточных источниках нет никаких упоминаний о конфликте между Ардаширом и Вологезом, весьма вероятно, что последний был разбит Артабаном или потерял власть ещё до того, как Артабан и Ардашир сошлись в бою. Во всяком случае, серебряные тетрадрахмы с именем Вологеза VI выпускались в Селевкии до 223 года.

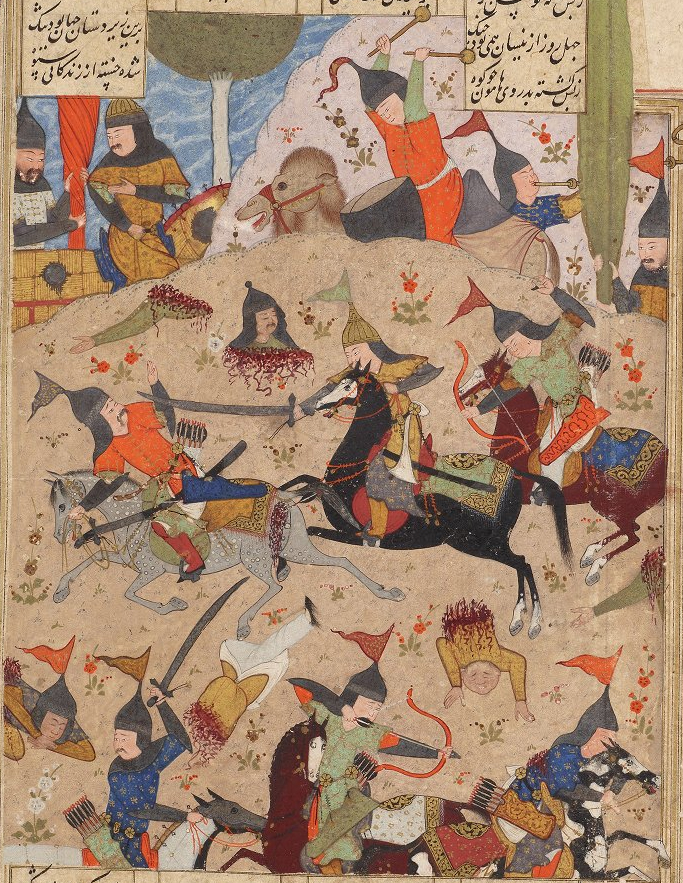
Битва при Хормиздагане. Иллюминация из рукописи Шахнаме. 1542 год. Библиотека Манчестерского университета

Теперь на очереди стоял Артабан V. Не вполне ясно, провели ли противники несколько сражений, из которых только последнее оказалось решающим, или же состоялась лишь одна битва при Ормиздагане, в которой Артабан потерпел поражение и погиб. Ат-Табари пишет, что Ардашир послал письмо Артабану, чтобы тот назначил им двоим место для сражения. Тот ответил: «Я встречу тебя на равнине Хормиздаган (Ормиздаган) в последний день месяца Михр (28 апреля)». Ардашир прибыл туда до срока, занял на равнине удобное место, окопался рвом и завладел источником воды. Затем, когда прибыл Артабан, войско построилось в боевой порядок. Но Шапур, сын Ардашира, уже выступил вперед, чтобы защищать его; началась битва, и Шапур своей рукой убил Дадбундада, писца Артабана. Потом и сам Ардашир выступил со своего места и убил Артабана; многие из соратников того пали, а остальные бежали. Говорят, что Ардашир сошёл с коня и топтал ногами голову Артабана. По другой версии, с ещё живого Артабана по приказу победителя содрали кожу. В тот день Ардашир принял титул «шахиншах». «Хроника Арбелы» сообщает: «День в который прекратилось царство партавов (парфян), сыновей сильного Аршака, было 27 нисана, в среду, 535 года царствования греков (то есть 28 апреля 224 года; отсчёт ведётся от начала селевкидской эры — 1 октября 312 года до н. э.)». Точное место сражения неизвестно, хотя предпринимались попытки доказать, что это место находилось в Мидии.
Но лишь через несколько лет, в марте 227 года Ардашир короновался как шахиншах — царь царей, владыка Ирана и Парфии в стахрском храме Анахиты, где когда-то был верховным жрецом его отец Папак (по Фирдоуси, коронация произошла в Ктесифоне).
Хотя Ардашир назвал себя царём царей, говорить о том, что парфянская династия Аршакидов перестала существовать, можно было только после смерти её последнего представителя. Именно этим, видимо, объясняются рассказы источников о казни малолетнего сына Артабана в Ктесифоне и
стремлении Ардашира не оставить в живых никого из Аршакидов. Возможно Ардашир, одержав победу над Артабаном, потратил некоторое время на то,
чтобы устранить остававшихся Аршакидов и официально провозгласил себя царём в первый день нового зороастрийского года.
На монетах нового повелителя среднеперсидским письмом (парсик) теперь было отчеканено: «Маздаяснийский владыка Ардашир, царь царей Ирана, происходящий от язата». Существует версия, что и после описанных событий сохранились области, не признававшие нового шахиншаха. Эта версия основывается на нахождении двух монет, тетрадрахм, полностью повторяющих монеты последнего Вологеза, но выпущенных в 228/9 году. Впрочем считается более вероятным, что эти монеты были отчеканены во время попытки реставрации прежней династии.
Для того чтобы доказать законность власти Сасанидов, преемственность от парфянской Аршакидской династии, была создана легенда о том, что Ардашир после разгрома Аршакидов взял себе в жёны дочь (по другим версиям, племянницу) Артабана и от этого брака родился Шапур, наследник Ардашира. Однако другие, более достоверные источники сообщают, что Шапур принимал участие в битве при Хормиздагане, следовательно, был уже взрослым человеком при вступлении своего отца на престол.
После смерти Артабана большинство парфянских крупных властителей капитулировали перед Ардаширом, хотя на местах могли проводиться какие-то силовые акции, чтобы гарантировать их лояльность. Члены влиятельных парфянских родов, таких как Карены и Сурены, были допущены ко двору Ардашира, а члены рода Ардашира тогда же были назначены шахами различных провинций. Несмотря на свои царственные титулы, в действительности они выполняли роль наместников от лица централизованного правительства, учреждённого Ардаширом. Лишь в Армении один аршакидский правитель павшей парфянской династии сохранил независимость по отношению к Сасанидам и продолжил сопротивление им. Остаётся лишь строить догадки по поводу размаха противостояния установлению сасанидской гегемонии над Ираном и Месопотамией, но Ардашир за несколько лет укрепил собственную власть и оказался достаточно силён, чтобы выступить против Кушанского царства на востоке и против римлян — на западе.
Переход власти в Иране от парфянской династии Аршакидов к Сасанидам не был чем-то подобным смене власти мидян Астиага властью персов Кира Великого. Теперь произошли существенные качественные изменения. Распадавшийся на составные части, бессильный в борьбе с Римом Аршакидский Иран смог под властью Сасанидов превратиться в могучее государство, приобрести новые силы и в течение ещё четырёхсот с лишним лет успешно бороться с Римом, а затем и Византией за господство на Переднем Востоке. Поэтому приход Сасанидов к власти не был просто династическим переворотом. Он был важным звеном в целой цепи событий, происходивших в Средиземноморье и Западной Азии и знаменовавших собой кризис рабовладельческой системы, рабовладельческого мира в целом.

## Завоевания на востоке

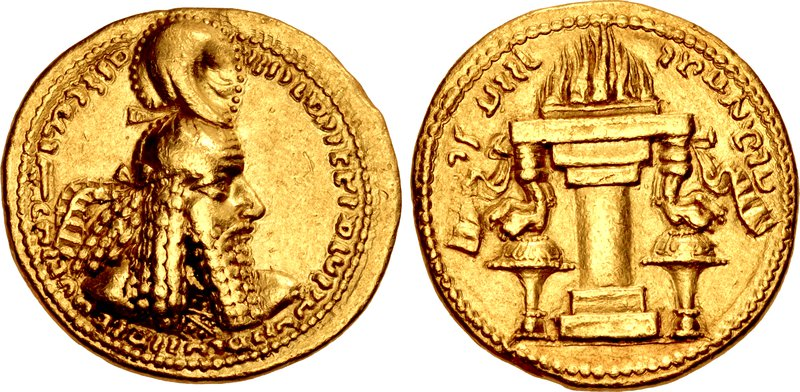
Золотая монета Ардашира, т. н. двойной динар (28 мм, 14,99 г). Монетный двор С (Ктесифон). Около 233/4-238/9 годов. Чрезвычайно редкий.
Между 233/4 и 238/9 годами Ардашир Папакан, отныне бесспорный правитель, учредил в своей новой столице Ктесифоне новую серию чеканки, на которой он был изображён в облегающем головном уборе с коримбосом и провозглашающем его «царём царей Ирана, происходящим от богов». Хотя большая часть этой новой серии состояла из серебряных драхм и более мелких монет, Ардашир также впервые выпустил золотые монеты. Динар, его дробь и двойной динар чеканились в ограниченном количестве. Это золото необычно, поскольку, за исключением выпуска Андрагора и спорных парфянских и персидских золотых монет, эти монеты были первыми, отчеканенными персами со времен Ахеменидов. В какой-то степени динар и его фракция в конечном итоге стали выполнять для Сасанидов ту же функцию, что и в других современных государствах, при проведении крупных платежей. Однако, как и в других региональных государствах, которые выпускали такие монеты, золотые монеты, особенно крупные номиналы, такие как этот двойной динар, давали правителю возможность повысить свою власть и престиж, преподнося эти монеты в качестве подарков особым друзьям и отличившимся подданным

Ардашир I, утвердившись у власти после победы над Артабаном, совершил поход на восток. Наиболее подробные сведения об этом сохранила традиция ат-Табари:

«Ардашир <…> проследовал вначале в Сагистан, затем в Гурган, затем в Абаршахр, Мерв, Балх и Хорезм до внешних пределов Хорасана, а оттуда вернулся в Мерв. Перебив много людей и отослав их головы в храм огня Анахиты, он вернулся из Мерва в Парс и остановился в Гуре (Ардашир-хваррэ). Там к нему пришли послы царя Кушана, царя Турана и царя Мукрана с выражением покорности. Ардашир вторгся в Бахрейн и осаждал там царя по имени Санатрук, пока тот в крайней нужде не бросился с крепостной стены».
Согласно этому сообщению маршрут похода был таков: Истахр ‒ Систан ‒ Гурган ‒ Абаршахр (область Нишапура) ‒ Мерв ‒ Балх ‒ Хорезм ‒ границы Хорасана. Очевидно, Ардашир подавлял последние очаги сопротивления парфянской аристократии и одновременно утверждался в бывших владениях Аршакидов на востоке. Ардашир не только разбил местных правителей, а, в отличие от парфян, которые обычно сохраняли покорённым правителям их троны, превращая в своих клиентов или вассалов, сасанидский властитель многих сместил и назначил вместо них членов своей семьи как своих заместителей. В надписи Шапура I на «Каабе Заратуштры» в Накше-Рустам среди сановников Ардашира упомянуты некий Ардашир, шах Мерва, ещё один Ардашир — сасанидский шах Кермана, а также третий Ардашир — шах саков; все они подчинялись Ардаширу шахиншаху («царю царей»). Принадлежали они, по-видимому, к обширному шахскому роду Сасанидов. Высокий статус правителей, которые, как мы видели, должны были принадлежать к царскому роду, указывает на значительность сасанидского присутствия в этих областях. В персидской «Истории Систана», созданной неизвестным автором в исламское время, сохранилась легенда о том, что Ардашир прибыл однажды в Систан, обласкал верно служившего ему местного военачальника и велел построить новую крепость. Ас-Саалиби повествует, что Ардашир воздвиг Бадгис. Интерпретировать это известие трудно, так как Бадгис ‒ область. В средние века в ней было несколько городов, но о каком именно идёт речь ‒ ас-Саалиби не уточняет.
Поход Ардашира затронул соседние государства. Речь идёт прежде всего о Кушанском царстве, которое с самого начала было противником Сасанидской державы. Кушаны давали убежище бежавшим от Ардашира аристократам. Согласно «Книге деяний Ардашира Папакана», два сына Артабана IV бежали к правителю Кабула и, обосновавшись у него, попытались устроить заговор с целью убийства Ардашира. Если верить Мовсесу Хоренаци, к кушанам увезли последнего, малолетнего представителя Каренов. Восстановить ход этого противостояния трудно. Датировки битв и подчинения Кушана неизвестны, но поскольку мы знаем, что кушаны управляли значительной частью Индийского субконтинента, следует думать, что своего рода сасанидский сюзеренитет распространился только на западную часть Кушанского царства. Так в надписи Шапура на «Каабе Зороастра» мы обнаруживаем Кушанское царство, «простирающееся до границ Пешавара, Согдианы и Кашгара (или Каши, совр. Шахрисабз, Узбекистан)», включенным в состав державы Шапура I, сына Ардашира. Ат-Табари повествует, что, когда Ардашир вернулся в Фарс, к нему явились послы правителей Кушанского царства, Мукрана и Турана, заявившие о признании верховной власти Сасанидов. Балами прибавляет, что вслед за этим Ардашир вывел из их земель свои войска. Вероятно, в результате этой войны Ардашир установил свою власть над некоторыми областями, ранее входившими в состав Кушанского царства (прежде всего ‒ на территории современного Афганистана). Сасанидские шахрдары последующих времён чеканили в Мерве, Балхе и Герате монеты, на которых именовали себя «царями кушан» или «великими царями кушан». Впрочем, эта титулатура может объясняться и представлениям Сасанидов о том, что они ‒ верховные правители кушан, стоящие выше их собственных царей.
Государственная и культурная политика Ардашира ориентировалась на идеал огромной империи Ахеменидов. Победа над Артабаном положила начало завоеванию всё новых и новых областей. Он не остановился на достигнутом — его целью было восстановить былое могущество древней Персидской империи, в частности вернуть все ранее утраченные земли. Это в свою очередь, предполагало территориальные претензии к римлянам.

## Война с Римской империей
После своих завоеваний на Иранском нагорье и на востоке Ардашир обратил всё своё внимание на римскую границу, где его первыми целями стали укреплённый караванный оазис Хатра и находившийся к северу от него город Нисибин. Датировка этой кампании точно неизвестна, но наиболее вероятным представляется время около 230 года. Ардаширу не удалось захватить ни Хатру, ни Нисибин, однако его войска совершали грабительские набеги на территории к западу от обоих. На всём протяжении границы с Римской империей начались серьёзные столкновения. Римский историк Геродиан писал, что Ардашир

« …непрерывно угонял и уносил всё принадлежавшее римлянам; совершая набеги на Месопотамию и проходя по ней со своей конницей, он уводил людей и скот и осаждал расположенные на берегах рек лагеря, которые прикрывали Римскую державу. По природе хвастливый, воспламеняясь своими неожиданными успехами, он ожидал, что легко покорит себе всё. Было, правда, нечто немаловажное, воодушевлявшее его в его стремлении увеличить свою державу. Ведь он первым из персов отважился напасть на Парфянское царство и восстановить Персидское царство».
Римский двор пытался урегулировать противоречия дипломатическим путём, в то же время спешно собирая войска для отражения опасности на восточных рубежах. Противостояние двух держав неумолимо шло к большой войне. Вскоре в Антиохию-на-Оронте лично прибыл император Александр Север, который 

«счёл необходимым снова отправить посольство к персу и переговорить с ним о мире и дружбе, ибо он надеялся либо уговорить его, либо устрашить своим присутствием. Но варвар отослал римское посольство ни с чем, а сам, отобравши четыреста человек из персов, самых высокорослых, разукрашенных драгоценными одеждами и золотом, а также блещущих убранством коней и луков, отправил их послами к Александру, думая поразить римлян видом и обличием персов. Посольство объявило, что приказывает великий царь Артаксеркс (Геродиан называет Ардашира на греческий манер — Артаксерксом) оставить римлянам и главе их Сирию и всю Азию, лежащую против Европы, и предоставить персам владеть всеми землями вплоть до Ионии и Карии и народами, отделяемыми Эгейским морем и Понтом, ибо это наследственные владения персов. Когда четыреста послов возвестили это, Александр приказал этих четыреста схватить и, снявши с них украшения, выслал во Фригию, предоставив им деревни для жительства и землю для возделывания».

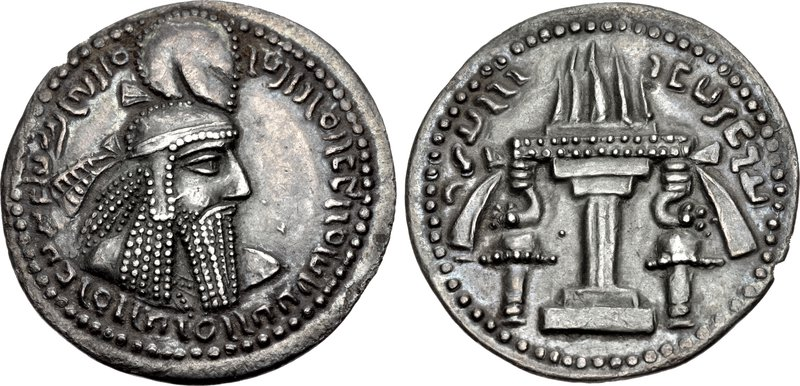
Серебряная драхма Ардашира I (26 мм, 4,34 г), отчеканенная на монетном дворе B (Хамадан), датируется около 233/4-238/9 годов. На аверсе монеты изображен Ардашир I с легендой: «Божественный маздаяснийский царь Ардашир, царь царей иранцев», а на реверсе изображён алтарь огня с легендой: «Огонь Ардашира»

После этого в 231 году, разделившись на три части, римские легионы (их было 12, то есть более 70 тысяч воинов) вторглись во владения шахиншаха. Один из авторов «Жизнеописаний августов» Элий Лампридий пишет, что Ардашир противопоставил римлянам сто двадцать тысяч панцирных всадников, семьсот слонов и тысячу восемьсот серпоносных колесниц (применение серпоносных колесниц в ту эпоху сомнительно; это — боевая техника ахеменидского времени). Война шла с переменным успехом. По сведениям Геродиана, одна из армий Севера сумела добиться побед в Армении (Элий Лампридий упоминает даже о том, что римляне назначили туда наместника), зато другая, посланная в Месопотамию, была разбита персами наголову, а третья, возглавляемая самим императором, сильно пострадала от болезней. Однако потери были велики с обеих сторон. Хатра запросила и получила римский гарнизон, который расположился внутри городских стен. Как свидетельствует Лампридий, по окончании кампании Ардашир выкупил у римлян пленных, так как «персидские цари считают позором для себя, чтобы их подданные были где-либо рабами».
После короткого перерыва военные действия возобновились. В правление императора Максимина I Фракийца персы овладели рядом городов римского Востока, среди которых были и такие крупные, как Нисибин (взят в 237 году) и Карры (взяты в 238 году). В 240 году пала и Хатра; вскоре после этого Шапур I стал соправителем своему отцу. Эдесса и Дура-Эвропос, как и некоторые другие города, остались в руках римлян.
«Антиримский дебют» Ардашира во внешней политике не был ни случайностью, ни кратковременным эпизодом. Как до этого времени, так и после линия противостояния «Восток-Запад» проходила по западной границе Ирана. Сасаниды же четыреста лет, почти до самого крушения своей державы, вели тяжелейшие войны сначала с римлянами, а затем с византийцами. По-видимому, Ардаширом же было создано маленькое Хирское арабское княжество Лахмидов, охранявшее Месопотамию от набегов бедуинов Сирийской пустыни. Согласно традиции ат-Табари, жители Хиры признали верховную власть Ардашира I. В переводе Балами обнаруживается отсутствующий в оригинале фрагмент, согласно которому Ардашир оставил арабам лишь Хиру и пустынные местности, взяв себе Ирак, Савад, Месопотамию и Мосул. По другим источникам, наступление на арабов возглавил Шапур I. В среднеперсидском тексте «Города Ирана» сообщается, что Шапур I построил Хиру и назначил туда марзбана по имени Михрзад. Возможны, таким образом, два варианта развития событий: либо они произошли в царствование Ардашира I, а Шапур действовал как полководец отца, либо же правители Хиры, заключив с Ардаширом тяжёлый договор, попытались освободиться после его смерти, но вновь потерпели поражение. Римская империя противопоставила Хирскому княжеству другое арабское княжество — Гасанидов, расположенное на севере Сирийской пустыни.
Мовсес Хоренаци сообщает также о восстании против Ардашира знатного парфянского рода Каренов. Они обращаются за помощью к армянскому царю Хосрову, но усилия последнего не поддерживают знатные роды в Иране, в том числе и род Суренов, к которому принадлежали и сам Хосров, и свергнутый Артаван, и, позднее, святой Григорий Просветитель — креститель Армении. Затем Ардашир истребляет весь род Каренов, кроме одного мальчика, Перозмата, увезённого в Кушанское царство.

## Внутренняя политика

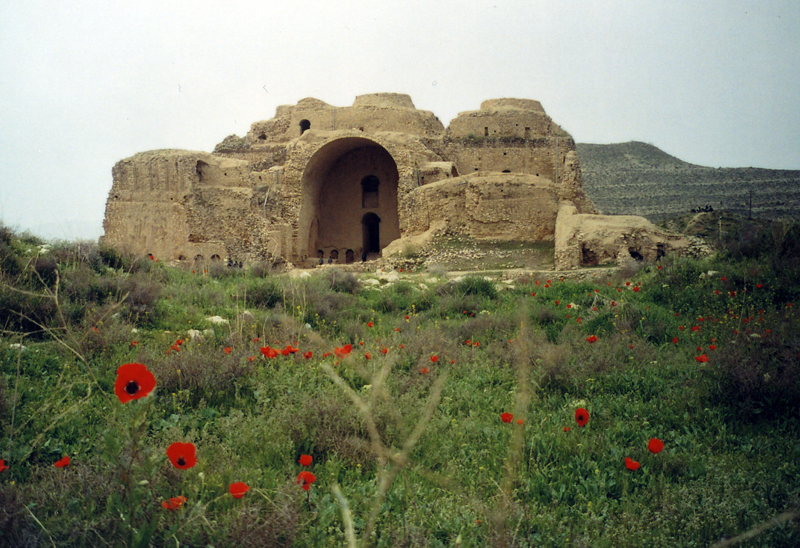
Дворец Ардашира Папакана. Фирузабад

Ардашир видел свою империю совершенно иной, чем побеждённое им раздробленное государство парфян: не мелкие царства, лишь условно связанные с центральной властью, и несамостоятельные зороастрийские общины с их подчас весьма различной религиозной практикой, а подчинённое одному царю мощное государство с единой религией и единой церковью. Эта церковь должна стать поддержкой власти на всех уровнях религиозной и политической жизни. «Трон — опора алтаря, алтарь — опора трона» — в той или иной форме эта позиция Ардашира отражена всеми средневековыми источниками. Историк IX—X века ал-Масуди так пересказывает завещание Ардашира своему сыну Шaпуру: «О, сын мой! Религия и государство — два брата, ни один из которых не может обойтись без другого. Религия — основа государственной власти, а государственная власть — защитница религии; то, у чего нет основы, исчезает, равным образом погибает то, у чего нет защитника». Практически так же переданы слова царя у сирийского автора XIII века Григория Бар-Эбрея: «Основа любого народа — религия, а правительство — покровитель её». Именно эта концепция определяет политическое лицо сасанидского Ирана на длительный период.

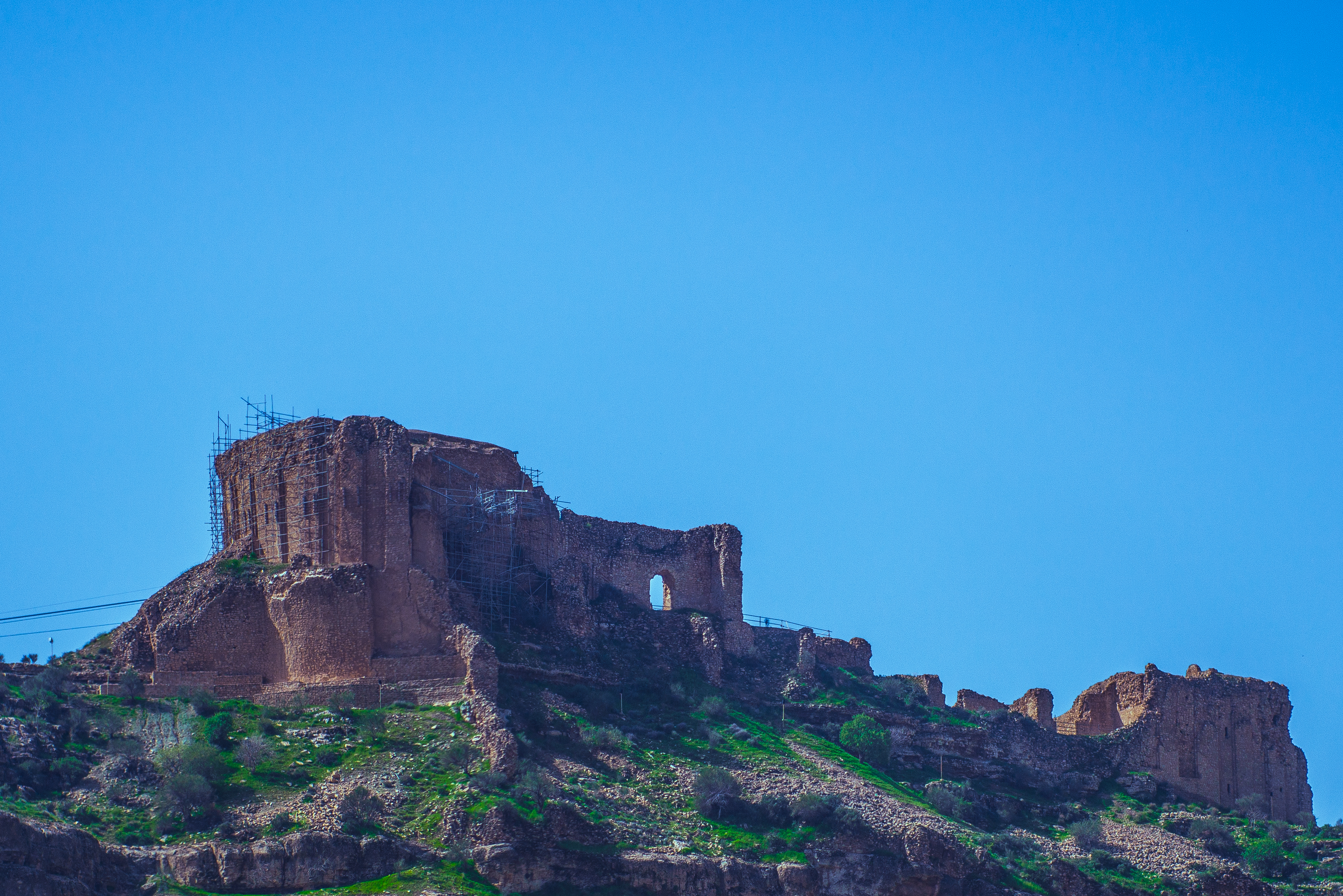
Галех-дохтар («Девичий замок»). Руины крепости Ардашира на месте его столицы Ардашир-хваррэ. Фирузабад

Огромная работа по централизации зороастрийской церкви и установлению единого религиозного канона, проводившаяся под покровительством Арташира, связана с именем Тансара, первосвященника персидского царя. Тансар носил титул эрбад (хирбед). В одном из персидских текстов («Письмо эрбада Тансара правителю Табаристана») сказано, что «царь царей Ардашир, следуя Тансару как своему религиозному руководителю, повелел, чтобы все разрозненные учения были доставленны ко двору, Тансар встал во главе и выбрал те, которые были достоверными… Он издал такой указ: впредь верны только те сочинения, которые основываются на религии поклонения Мазде, потому что отныне нет недостатка в точном знании относительно их». Иными словами, традиция приписывает Ардаширу проведение письменной кодификации Авесты, создание канонического учения и утверждение канонической практики. Реформы проводились не только с помощью силы, но и с помощью убеждения. Для сомневающихся проводилась, видимо, определённая разъяснительная работа, ибо, по словам Тансара, «пока вера не истолковывается разумно, она не имеет прочной основы».
Некоторые историки считают, что «Письмо Тансара», дошедшее до нас в персидской передаче XIII века, является тенденциозной подделкой, составленной в последний век существования Сасанидской державы. Имени Тусара нет в надписи на «Каабе Зороастра» (ŠKZ), вообще не упоминающей жреческих титулов, кроме Картира, при дворе Ардашира.
Кроме того, шахиншах повелел упразднить династийные огни, горевшие в храмах вассальных правителей, и конфисковал имущество этих храмов. И хотя позднее были учреждены священные огни в честь членов царской семьи и других лиц, помогавших новой династии, главным было устранить религиозную основу для сепаратизма.
Как пишет автор «Книги деяний», «всегда, когда он (Ардашир) наводил порядок в одной области, другая восставала и становилась неподвластной (ему)». Политическая обстановка диктовала Ардаширу осторожность и расчётливость даже в прокламативном искусстве — так, первые его инвеститурные рельефы расположены не в святыне Парса Накше-Рустам, а рядом (Накше-Раджаб) и в Ардашир-хваррэ, третий же, самый поздний, хотя и там, но несколько в стороне от гробниц Ахеменидов, на самом краю ущелья.
Первой столицей Ардашира в Парсе, скорее всего, был Фирузабад (современное название), в те времена известный как Гур, хотя позднее, в правление Ардашира, город получил именование Ардашир-хваррэ («Фарр или Слава Ардашира»), вероятно, в честь его побед над парфянами. Сегодня руины двух дворцов и два наскальных рельефа Ардашира свидетельствуют о его привязанности к этому городу и его окрестностям.
И город новый там построил шах,
 Богатый, пышный, тонущий в садах.
 Фонтаны били там, ручьи журчали,
 Тот город Хурра-Ардашир назвали.
 Там хауз был большой, светлей стекла.
 Вода по трубам из него текла.
 Над тем прудом у чистого истока
 Построил царь Зардушту храм высокий.
 И праздники Михргана и Сада
 С народом здесь он праздновал всегда.
 Вокруг же храма стогны простирались,
 Цвели сады, строенья красовались.
 Марзбаны, видя город — перл земли, —
 Названьем Гур тот город нарекли.
 Прекраснее всех городов прекрасных
 Стал город Гур; в нём не было несчастных.
Считают также, что он построил восемь городов, а именно: в Парсе Ардашир-Хурра, то есть Гур (I), Рам-Ардашир (II) и Рев-Ардашир (III); в Ахвазе Хормизд-Ардашир, или «базар Ахваза» (IV); в Саваде Вех-Ардашир («лучше [сделал] Ардашир»), то есть западную часть Мадаина (V), и Астарабад-Ардашир, то есть Карак-Майсан (VI); в Бахрейне Паса(?)-Ардашир, то есть город Шатта (VII); и в Мосуле Буд-Ардашир, то есть Хаззу (VIII).

## Наскальные рельефы и память об Ардашире

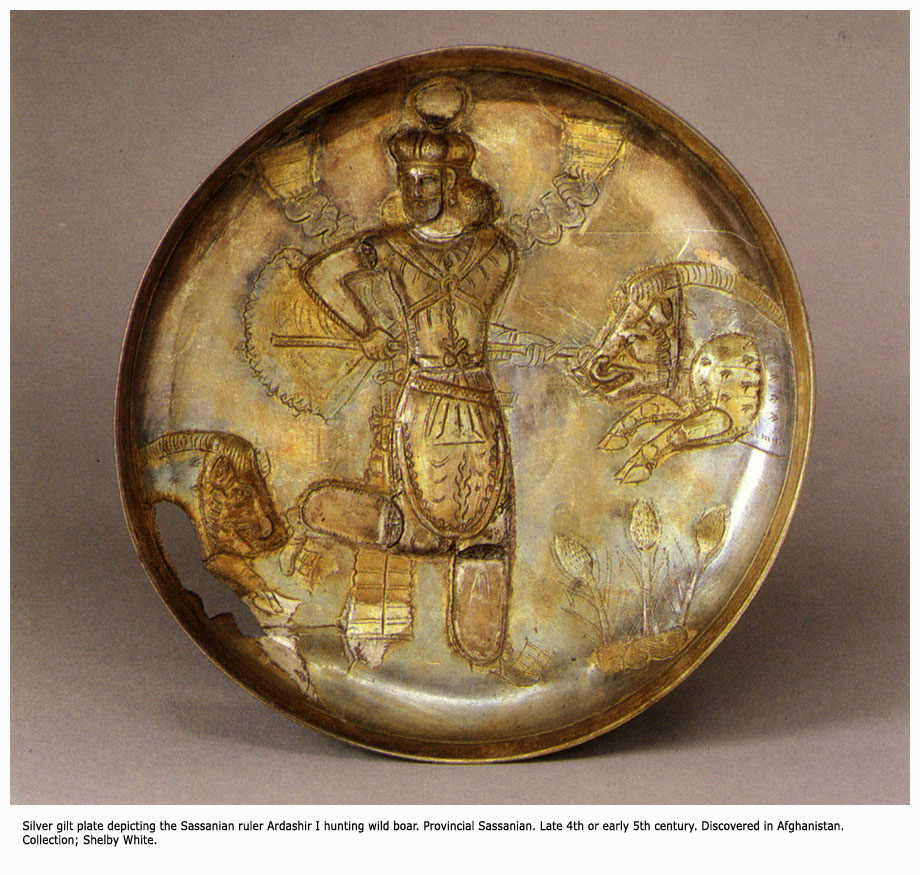
Серебряное позолоченное блюдо с изображением сасанидского правителя Ардашира I, охотящегося на кабанов. Обнаружено в Афганистане. Коллекция Шелби Уайт

Первый сасанидский правитель Ардашир I основал сасанидскую традицию наскальной резьбы, которая процветала до правления Шапура III (383—388) и резко возродилась при Хосрове II (590—628). Наскальные рельефы Ардашира заметно отличаются от немногих сохранившихся парфянских образцов и предвещают новую монументальную форму. Три его самых ранних рельефа выполнены в разных стилях и не показывают явного развития. Только четвёртый, а именно инвеститурный рельеф в Накше-Рустам, приобретает чётко определённую форму, которая вновь появляется в наскальных рисунках Шапура I и его преемников. Хронологический порядок рельефов Ардашира вызывает некоторые разногласия, и некоторые детали до сих пор остаются нерешёнными. Наскальные рельефы Ардашира I являются свидетельством важных исторических изменений. Их дизайн, как и дизайн монет Ардашира, является первым проявлением отказа от устаревшей парфянской традиции. Они провозглашают ренессанс иранской традиции и начало тотальной конфронтации с римским миром. Они были основой, на которой сасанидская наскальная резьба развивалась в течение четырёх столетий вплоть до рельефа Так-е Бостана (оставшегося частично незавершённым после смерти Хосрова II в 628 году) — гораздо дольше, чем отведённый период Ахеменидов.
Память об Ардашире I пережила сасанидский Иран — и в мусульманской исторической традиции он остался символом мудрого и успешного владыки. В «Книге деяний» Ардашир, между прочим, выступает в роли эпического героя, борца со змеем. Ат-Табари, говоря об Ардашире I, отмечает:

«Он был всегда славен и победоносен; никогда его войско не бывало разбито, а знамя обращено назад; он завоевал и подчинил всех соседних царей, и во все земли приходил господином. Он учредил области и основал города, установил различные титулы и видел свою страну процветающей. Его правление длилось, считая от падения Ардавана и до смерти, четырнадцать лет, а по другим сведениям — четырнадцать лет и десять месяцев».
Из-за сложного состояния источников последние годы Ардашира и дата его смерти являются предметом научных споров. В нарративных источниках мы находим две оценки длительности правления Ардашира — 14 лет 10 месяцев и 14 лет 6 месяцев. Каждая из них подкреплена авторитетными источниками: первая указана в выписках Сергия, которые воспроизводят Агафий Миринейский и Георгий Синкелл (писал в первой половине VII века), истории ат-Табари и списке сасанидских правителей Вахрама Марданшахана, вторая ‒ в «авестийском списке», трактате Ибн Кутайбы (одной из самых ранних передач хронологии Сасанидов в дошедших до нас произведениях мусульманской литературы), а также у Евтихия Александрийского и Мутаххара ал-Макдиси.
Говорят, что перед смертью Ардашир удалился к благочестивым занятиям и передал управление своему сыну Шапуру (Масуди II 160). Его сын Шапур, вероятно, был коронован как соправитель 12 апреля 240 года.
Ещё одна надпись, на среднеперсидском и парфянском, сохранившаяся на одной колонне в городе Бишапуре (Фарс), датирована трояко: пятьдесят восьмым годом некой эры, ведущей отсчёт, вероятно, от провозглашения независимости от парфян, каковой год соответствует сороковому году от огня Ардашира и двадцать четвёртому году от огня Шапура. Выражение «от огня», по всей видимости, означает коронацию или начало первого года правления суверена, когда зажигался его царственный огонь. Согласно наиболее убедительным оценкам, это должно дать нам 224 год как датировку начала правления Ардашира, и 240 год — как начало правления Шапура. Ещё одна надпись на среднеперсидском из Барм-е Дилак близ Шираза, в которой речь идёт об основании храма огня, осуществлённом распорядителем обрядов в частных жилищах Шапура, рассказывает, что на третьем году правления этого монарха римляне напали на персов и парфян — очевидно, имеется в виду поход императора Гордиана в 243 году. Так что в качестве даты восшествия на престол Шапура, следует принимать скорее 240 год, нежели одну из конфликтующих датировок в греческих, латинских или сирийских источниках, а это заставляет отнести воцарение Ардашира к 224 году.
| Сасаниды          |                                                                 |                   |
| Предшественник: — | шахиншах Ирана 224/225 — 240/241 (правил 14 лет и 6/10 месяцев) | Преемник: Шапур I |

### Комментарии
1. ↑  Среднеперсидский титул šāhān šāh ērān, также интерпретируется как «шахиншах Ирана»[1]